# No.6 コラボレーションズ・プロジェクト
『No.6 コラボレーションズ・プロジェクト』（原題：No.6 Collaborations Project）は、エド・シーランの4枚目のアルバム。2019年7月12日にアサイラムレコードとアトランティックレコードからリリースされた。 

## 概要
本作は 2011年発売のEP『No. 5 コラボレーションズ・プロジェクト』の続編となるコラボレーションアルバムであり、ゲストにはジャスティン・ビーバー、カミラ・カベロ、トラヴィス・スコット、エミネム、50セント、カーディ・B、パウロ・ロンドラ、ヤング・サグ 、スキリレックス、ブルーノ・マーズ、ストームジー、J・ハス、デイヴなどが出演している。
配信1日目の再生数がSpotifyにて1000万回を超え1日の最多ストリーミング数の記録を樹立した、ジャスティン・ビーバーとのコラボ曲「アイ・ドント・ケア」や、チャンス・ザ・ラッパー＆PnBロックとのコラボ曲「クロス・ミー」ほか収録。
本作は、173,000枚を売り上げUS Billboard200で1位を獲得し、シーランの3番目の米国ナンバーワンアルバムとなった。2019年9月23日アメリカレコード協会（RIAA）によってゴールド認定を受けた。イギリスでは、125,000を売り上げ1位を獲得した。アルバムは、オーストラリア、ニュージーランド、アイルランド、台湾、ノルウェー、スウェーデン、ベルギー、オランダ、フィンランドを含む他の14か国で首位を獲得し、  また、イタリア、フランス、ドイツで2位を獲得した。2019年末までに、このアルバムは全世界で110万枚を売り上げ、その年の7番目に売れたアルバムとなった。

## 収録曲
1.ビューティフル・ピープル (feat.カリード)
2.サウス・オブ・ザ・ボーダー (feat.カミラ・カベロ&カーディ・B)
3.クロス・ミー (feat. チャンス・ザ・ラッパー&PnBロック)
4.テイク・ミー・バック・トゥ・ロンドン (feat.ストームジー)
5.ベスト・パート・オブ・ミー (feat.イエバ)
6.アイ・ドント・ケア(withジャスティン・ビーバー)
7.アンチソーシャル (withトラヴィス・スコット)
8.リメンバー・ザ・ネーム (feat.エミネム&50セント)
9.フィールズ (feat.ヤング・サグ&J・ハス)
10.プット・イット・オール・オン・ミー (feat.エラ・メイ)
11.ナッシング・オン・ユー (feat.パウロ・ロンドラ&デイヴ)
12.アイ・ドント・ウォント・ユア・マネー (feat.H.E.R.)
13.1000ナイツ (feat.ミーク・ミル&エイ・ブギー・ウィット・ダ・フーディ)
14.ウェイ・トゥ・ブレイク・マイ・ハート (feat.スクリレックス)
15.ブロウ (withブルーノ・マーズ&クリス・ステイプルトン)